# 因是子靜坐法
《因是子靜坐法》是由民國初年商務印書館編輯蔣維喬所撰寫的一本關於靜坐的書籍，最初連續刊載於《學生雜誌》，受到歡迎因此集結成書，由商務印書館出版。內容將傳統儒家、佛家等靜坐氣功等知識，與現代的健康概念結合。
- 外部連結：因是子靜坐法正篇 未校（页面存档备份，存于）